# Lévocardie
 Mise en garde médicale
La lévocardie (ou sinistrocardie) est une affection médicale dans laquelle le cœur se trouve du côté normal du corps (le côté gauche) par opposition à la dextrocardie, où le cœur se trouve du côté droit de la cavité thoracique. Ceci peut être associé au situs solitus, où le reste des organes est également normal; ou situs inversus, dans lequel les viscères (estomac, foie, intestins, poumons, etc.) sont du côté opposé à la normale. Cette dernière condition peut être associée ou non à des anomalies cliniquement pertinentes. 